# Hillerse (Dolna Saksonia)
Hillerse – miejscowość i gmina w Niemczech, w kraju związkowym Dolna Saksonia, w powiecie Gifhorn, wchodzi w skład gminy zbiorowej Meinersen.